# 피코우어 학습 및 기억 연구소

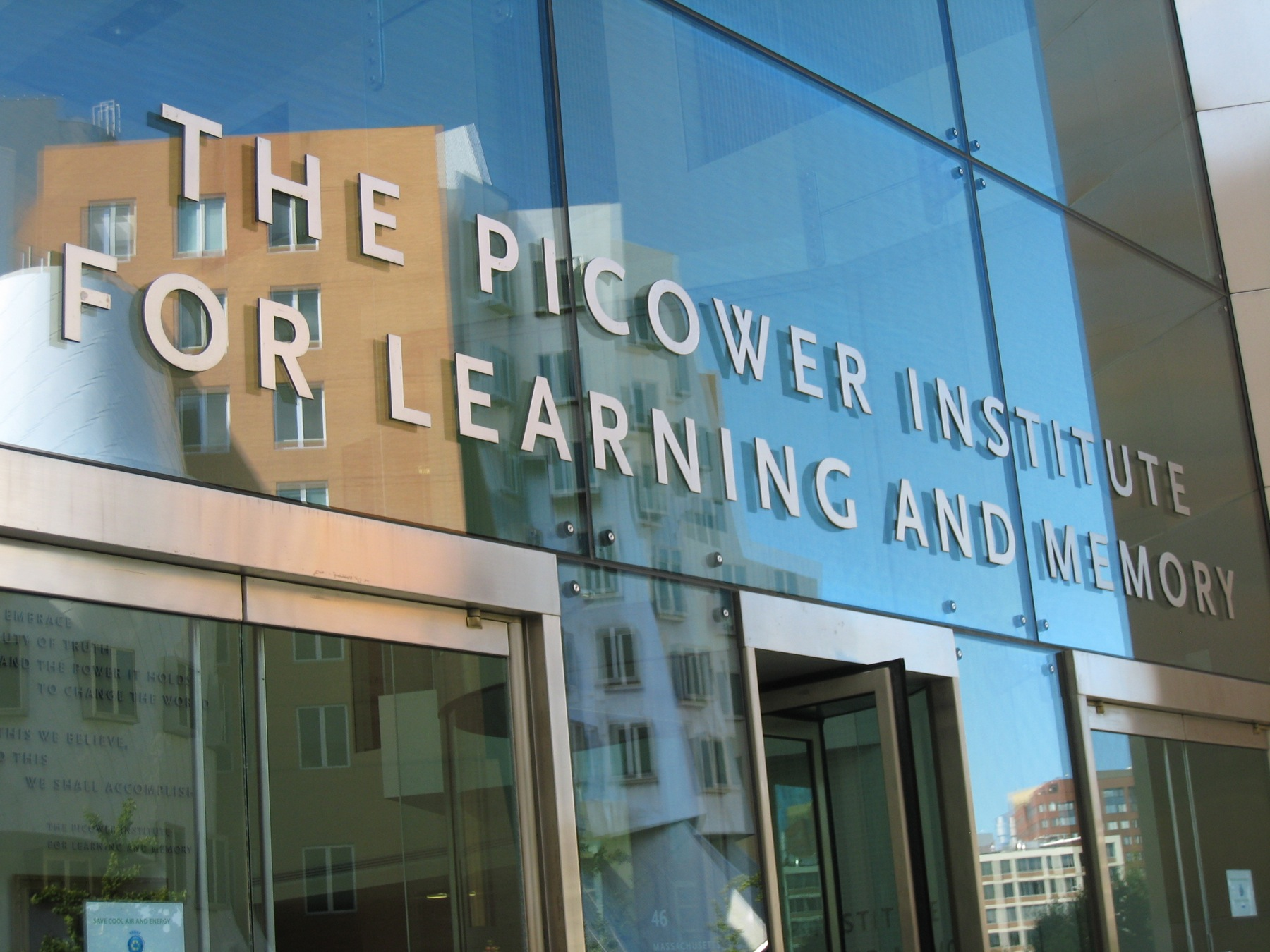
Stata Center를 반영한 Picower Institute

피코우어 학습 및 기억 연구소는 맥거번 뇌연구 연구소및 뇌 및 인지 과학과와 함께 MIT의 3개의 신경과학 그룹 중 하나이다. 이 연구소는 학습과 기억의 모든 측면을 연구하는 데 중점을 두고 있다. 특히 알츠하이머, 정신 분열증 및 이와 유사한 질병을 연구하기 위해 5천만 달러 이상의 연구비를 받았다.
1994년 설립된 이 연구소는 주로 셔먼 페어차일드 재단 (Sherman Fairchild Foundation ), RIKEN Brain Science Institute 및 National Mental Health Institute에서 자금을 지원받았다. 2002년 피코워재단 (Powower Foundation)에 의해 5 천만 달러의 보조금을 받고 이름을 변경하였다.
2009년 7월 1일, Li-Huei Tsai 교수는 Picower Institute의 이사가 되었다. 이 연구소는 설립자이자 노벨상 수상자인 스스무 도네가와에 의해 운영되었고 "리더십의 새로운 세대가 필요하다."는 그의 신념에 의해 2006년 1월 31일에 사임하고 새 이사를 선출하였다.

## 노트
1. ↑  “About”. Massachusetts Institute of Technology. 2009년 10월 25일에 확인함.
2. ↑  https://www.nytimes.com/uwire/uwire_WFR051720027396405.html?pagewanted=all&position=top
3. ↑  “Li-Huei Tsai to direct Picower Institute”. Massachusetts Institute of Technology. 2010년 3월 3일에 확인함.
4. ↑  Wang, Angeline (2006년 11월 21일). “Director of Picower to Step Down” (PDF). 《The Tech》 126 (55) (Massachusetts Institute of Technology). 2010년 6월 4일에 원본 문서 (PDF)에서 보존된 문서. 2009년 10월 25일에 확인함.